# ایل چاپشلو

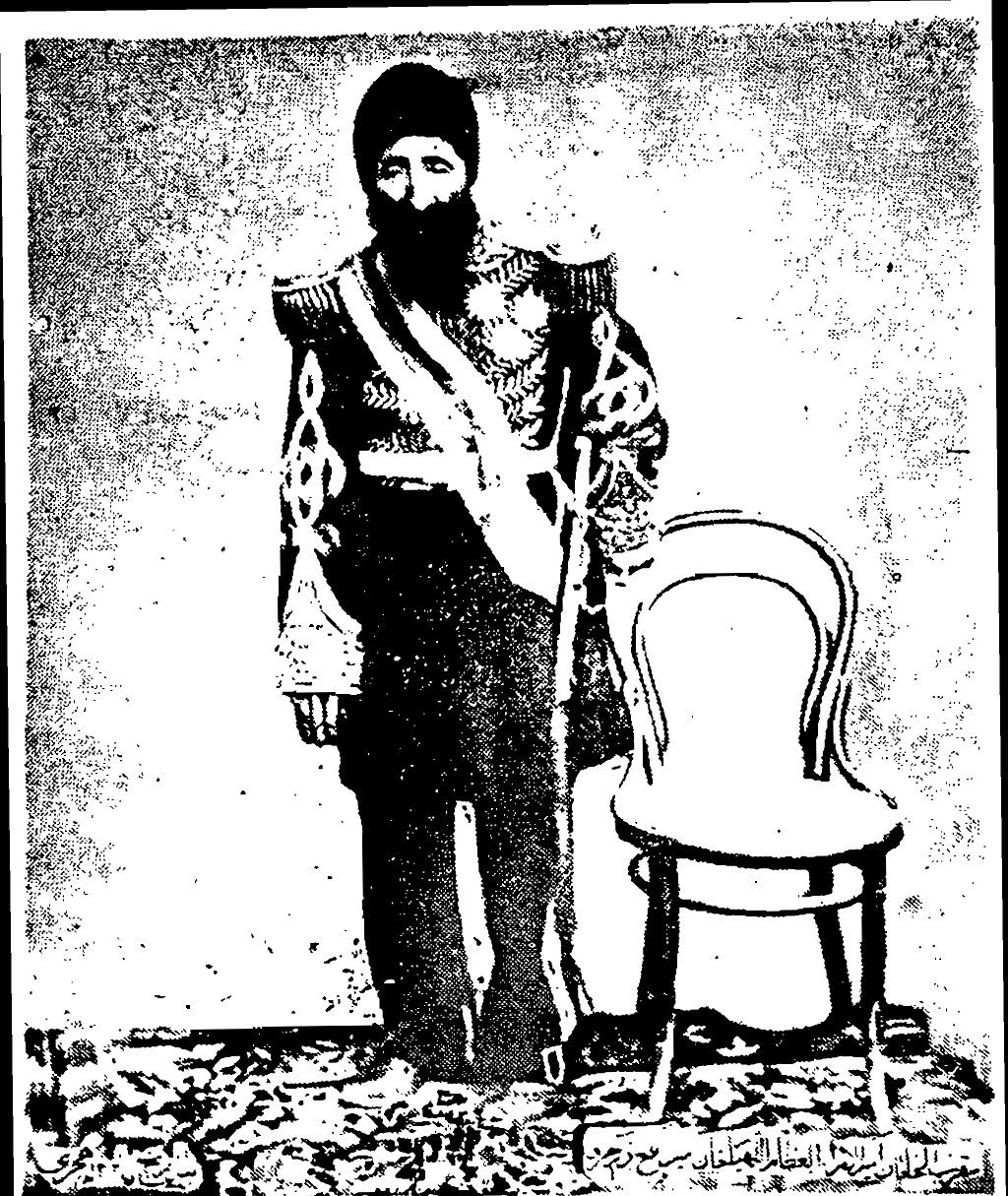
الله‌یار خان رئیس ایل چاووشلو (چاپشلو) و حکمران درگز در زمان قاجار (برگرفته از کتاب ایلات و طوایف درگز)

ایل چاپشلو یکی از ایل‌های بزرگ ترک در ایران است.این طایفه از تیره‌های بزرگ ایل استاجلو می‌باشد.چاپشلوها در استقرار حکومت شاه اسماعیل یکمسهم جدّی داشتند. ظاهراً در این زمان، چاپشلوها در آذربایجان بودند و بعدها در خراسان ساکن شدند.
سران و خان‌های چاپشلو بیش از یک سده، در زمرهٔ بزرگان دولت صفوی بودند. اوغلان امت چاپشلو، در آغاز کار اسماعیل جوان در ۹۰۵، در ساروقیه دو ماه میزبان او بود. در ۹۱۱، شاه اسماعیل وی را نزد علاءالدوله ذوالقدر، حاکم ناحیهٔ شرقی آناتولی و بخش علیای رود فرات، فرستاد تا او را به اطاعت شاه اسماعیل فراخوانَد. علاءالدوله توجهی نکرد و اوغلان امت را حبس کرد. او دو سال در زندان علاءالدوله بود و سرانجام گریخت و نزد شاه اسماعیل بازگشت. شاه نیز، برای قدردانی از اوغلان امت، روستای یزدکان، از توابع خوی، را به رسم سیورغال به او واگذار کرد.
چاپشلوها در جنگ چالدران شرکت داشتند و تعدادی از آنان نیز کشته شدند. آنان در کشمکش قدرت میان صاحب منصبان دوره شاه‌طهماسب اول نیز حضور داشتند.
در دورهٔ سلطنت شاه‌طهماسب، برخی از سرداران چاپشلو صاحب‌منصب بودند. حسین‌بیگ چاپشلو تا هنگام مرگش در ۹۶۸، قورچی تیروکمان شاه‌طهماسب بود. یوسف‌بیگ چاپشلو در ۹۸۱ از سوی شاه‌طهماسب به داروغگی تبریز منصوب شد. او می‌بایست به شورشی که از ۹۷۹ در این شهر ادامه داشت، پایان می‌داد.همچنین، شاهقلی سلطان چاپشلو در آخرین سال‌های سلطنت شاه طهماسب، حاکم هرات بود و الغوث سلطان چاپشلو نیز در ۹۸۴، حکومت کلوت و شوشتر را برعهده داشت.
در دورهٔ سلطنت محمد خدابنده‌، سلمان‌خان استاجلو حاکم شروان شد و تعدادی از خانزادگان چاپشلو را با خود به آنجا برد. چاپشلوها در کشمکش قدرت میان طوایف قزلباش، بر سر سلطنت عباس‌میرزا، جانب او را داشتند. مرشدقلی‌خان استاجلو، که وی را از طایفهٔ چاپشلو دانسته است)، که نقشی اساسی در به سلطنت رسیدن شاه عباس یکم داشت و وکیل‌السلطنهٔ او بود، در آغاز حکومت شاه‌عباس، به دستور او کشته شد. پس از قتل وی، عده‌ای از خان‌های چاپشلو، که خویشاوندان یا برکشیدگانش بودند، به گیلان گریختند و به خان احمدخان گیلانی پناه بردند. وی به اصرار و تهدید شاه‌عباس آن‌ها را تسلیم کرد. به دستور شاه، تعدادی از سران چاپشلو به قتل رسیدند.
طایفهٔ چاپشلو از آغاز سلطنت نادرشاه افشار به یکی از نیروهای اجتماعی مؤثر خراسان تبدیل شدند و حکومت ناحیه درگز را حدود دویست سال تا انقراض سلسلهٔ قاجاریان، در اختیار گرفتند. از شکل اجتماعی زندگی چاپشلوها به هنگام ورود به درگز اطلاعی در دست نیست، اما احداث قصبه جدید محمدآباد، مرکز شهرستان درگز، به دست آقامحمدخان چاپشلو، حاکی از زندگی یکجانشینی چاپشلوهاست. سران چاپشلو در آغاز کار نادر به او پیوستند. باباخان چاپشلو، از سرداران معروف نادر، در جنگ با افغان‌ها و عثمانی‌ها شرکت داشت. او در ۱۱۴۴ و ۱۱۴۵ حاکم لرستان و در ۱۱۴۷ حاکم هرات بود و سرانجام در ۱۱۴۹، در جنگ با ازبکان در ناحیهٔ شلوک، از توابع قرشی، کشته شد.
از دوران ناصرالدین‌شاه اقتدار محلی حکام موروثی چاپشلو رو به افول نهاد و نفوذ دولت مرکزی در عزل و نصب آنان افزایش یافت. از ۱۲۸۱ تا حدود ۱۳۲۵، محمدعلی منصورالملک، سرتیپ قراخان (معروف به سوله‌خان)، صیدعلی‌خان چاپشلو و پسرش مسعودخان حاکم درگز شدند. مسعودخان به مشروطه‌خواهان گرایش داشت و نخستین مدرسهٔ درگز، به شیوهٔ نوین، در ۱۳۳۰ به همت او ساخته شد. مسعودخان و پدرش در ۱۳۰۰ ه‍.ش کشته شدند. سپس، رضاخان، پسر دیگر صیدعلی‌خان، به جای او نشست و نیابت حکومت را به عموزاده خود، زبردست‌خان، واگذاشت. پس از چندی، میان این دو اختلاف پیش آمد، زبردست‌خان رضاخان را کشت و حکومت درگز را اختیار گرفت.